# Ammoniumcer(IV)-nitrat
Ammoniumcer(IV)-nitrat (auch Cer(IV)-ammoniumnitrat, abgekürzt CAN) ist eine anorganische Verbindung mit der Formel (NH4)2[Ce(NO3)6]. Es ist ein orange-roter kristalliner Feststoff und ist gut in Wasser löslich. Die Verbindung wird als Oxidationsmittel in der organischen  Synthese und in der quantitativen Analyse (Oxidimetrie) eingesetzt.

## Darstellung

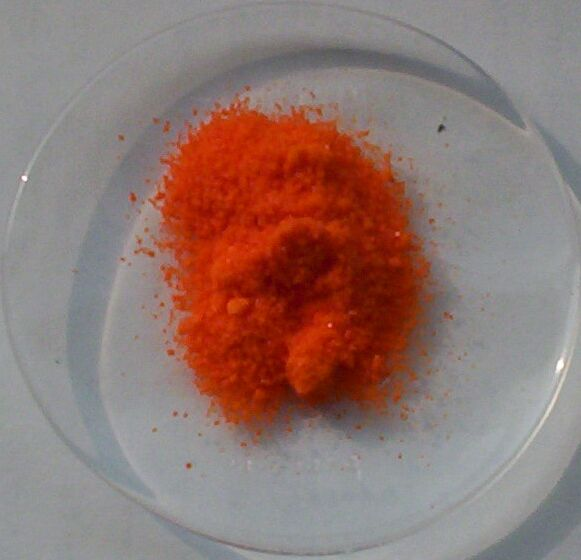
Pulverförmige Probe

Der anionische Komplex [Ce(NO3)6]2− wird durch die Umsetzung von Ce3+-Ionen z. B. durch Oxidation mit siedender Salpetersäure erhalten. In Anwesenheit von Ammoniumnitrat bildet sich Ammoniumcer(IV)-nitrat.

## Eigenschaften
Ce4+ ist ein starkes oxidierendes Reagenz (E° ~ 1,61 V gegen die Normalwasserstoffelektrode) und ist noch stärker als elementares Chlor (E° ~ 1,36 V). Während der Redoxreaktion wird Ce(IV) zum Ce(III) durch eine Einelektronenübertragung reduziert und die Farbe der wässrigen Lösung wechselt von orange zu einer blassgelben Farbe (natürlich unter der Voraussetzung, dass die Reaktionspartner keine Eigenfärbung besitzen). Das Ammonium-Kation ist nicht an den Oxidationsprozessen von Ammoniumcer(IV)-nitrat beteiligt.

## Verwendung

### Oxidationsmittel
Ammoniumcer(IV)-nitrat ist ein häufig gebrauchtes Oxidationsmittel zur Oxidation von vielerlei funktioneller Gruppen. Dazu gehören Alkohole, Phenole und Ether. Auch C–H-Bindungen können z. B. in Benzylstellungen oxidiert werden. Die Oxidation von Catecholen und Hydrochinonen ergeben die entsprechenden Chinone.

### Schutzgruppen-Chemie
In der Schutzgruppen-Chemie findet Ammoniumcer(IV)-nitrat eine Anwendung beim Spalten von p-Methoxy- und 3,4-Dimethoxybenzyl-Ethern. Dabei wird der Aromat über eine Chinomethin-Zwischenstufe vom geschützten Alkohol abgespalten.
Der Reaktionsmechanismus ist vermutlich der gleiche wie bei der Entschützung mit DDQ als Oxidationsmittel. Das Oxidationsmittel (CAN oder DDQ) wird durch die Aufnahme von insgesamt zwei Elektronen (beim CAN sind zwei Moleküle CAN beteiligt) reduziert und der Benzylether reagiert dabei unter Oxidation und Wasseranlagerung zum entsprechenden Aldehyd.

### Ätzen von Chrom
Bei der Strukturierung von dünnen Filmen wird Ammoniumcer(IV)-nitrat zum selektiven Ätzen von Chrom verwendet. Dabei wird das Chrom durch das Cer oxidiert und dadurch in Lösung gebracht. Eine Lösung von etwa 10 Prozent Ammoniumcer(IV)-nitrat in einer Säure (Salpeter-, Perchlor- oder Essigsäure) hat eine Ätzrate von etwa 50 bis 150 Nanometern pro Minute.